# Stranger in a Strange Land
〈Stranger in a Strange Land〉는 영국의 헤비 메탈 밴드 아이언 메이든의 곡으로, 1986년 여섯 번째 스튜디오 음반 《Somewhere in Time》의 두 번째 싱글로 발매되었다. 이 노래는 로버트 A. 하인라인의 동명 소설과는 무관하다.

## 개요
가사는 얼음 속에서 얼어 죽은 북극 탐험가에 관한 것이다. 100년 후에 그의 시체는 그곳을 탐험하는 다른 사람들에 의해 보존된 채로 발견되었다. 아드리안 스미스는 얼어붙은 시체를 발견한 비슷한 경험을 한 탐험가와 이야기를 나눈 후 이 노래에 대해 쓰게 되었다.
〈Stranger in a Strange Land〉의 기타 솔로는 스미스가 연주한다. 2020년 음악과의 인터뷰에서 기타리스트는 "아이언 메이든 곡 중 처음으로 연주할 수 있는 공간"을 주었던 곡 중 하나라고 말했으며, 그 이유는 그는 "그때까지 아이언 메이든의 많은 짐들은 매우 빠르고 공격적이며 무거웠지만, 사실 그 덕분에 조금 더 넓은 공간을 얻을 수 있었다"고 말했다.
이 곡은 아이언 메이든의 네 곡 중 하나로, 다른 곡으로는 《Seventh Son of a Seventh Son》의 〈The Prophecy〉, 《Killers》의 싱글 〈Women in Uniform〉, 1990년 B-사이드의 〈Kill Me Ce Soir〉가 있다. "brave new world"라는 가사는 아이언 메이든의 2000년 스튜디오 음반인 《Brave New World》에도 실렸다.

## 곡 목록
7인치 싱글
| #  | 제목                           | 작사·작곡       | 재생 시간 |
| -- | ------------------------------ | --------------- | --------- |
| 1. | 〈Stranger in a Strange Land〉 | 아드리안 스미스 | 5:42      |

| #  | 제목                    | 작사·작곡                           | 재생 시간 |
| -- | ----------------------- | ----------------------------------- | --------- |
| 1. | 〈That Girl (FM 커버)〉 | 머브 골드워시, 피트 주프, 앤디 바넷 | 5:02      |